# مضلع محدب

مثال على مضلع محدب، مخمس منتظم.

في الهندسة الرياضية، المضلع المحدب (بالإنجليزية: Convex polygon) هو كل مضلع بسيط لا يقطع امتداد أي ضلع فيه أي ضلع آخر من أضلاع المضلع. وبتعبير آخر، هو كل مضلع، لم تذهب فيه كل قطعة رؤوسها تقع على حدود هذا المضلع إلى خارج المضلع. وبتعبير ثالث، هو مضلع داخله مجموعة محدبة.
قياس أي من الزوايا الداخلية لمضلع محدب لا تتجاوز 180 درجة.

## خصائص
- قياس كل زاوية داخلية أقل أو يساوي 180 درجة.
- أي قطعة مستقيمة بين رأسين متجاورين أو غير متجاورين للمضلع، أو عموما، بين نقطتين تنتميان إلى حدود المضلع، تمر في داخل المضلع أو علي محيطه.
- كل مثلث هو مضلع محدب.
- كل مضلع محدب ينتمي إلى نصف المستوى المحدد بضلع من أضلاعه.
- مجموع قياسات الزوايا الداخلية لمضلع محدب ذي {\displaystyle n} ضلعاً هو {\displaystyle 180(n-2)} درجة.
- مجموع قياسات الزوايا الخارجية لأي مضلع محدب يساوي 360[بحاجة لمصدر].[5]
- مجموع قياسات الزوايا الداخلية والخارجية لمضلع محدب ذي {\displaystyle n} ضلعاً هو {\displaystyle 180n} درجة[بحاجة لمصدر].

يضاف إلى ذلك، خصائص أخرى منهم ما يلي:
- تقاطع مضلعين محدبين مضلع محدب.
- مبرهنة هيلي، لتكن مجموعة ما من مضلعات محدبة. إذا تقاطعت كل ثلاث مضلعات من هذه المضلعات في مجموعة غير فارغة، فإن تقاطع هذه اللائحة من المضلعات قاطبة هو مجموعة غير فارغة.
- نظرية كلاين - ميلمان: المضلع المحدب هو انغلاق محدب لجميع رؤوسه، حيث انه يمكن تعريفه بشكل كامل من خلال المجموعة المكونة من جميع رؤوسه و نحتاج فقط إلى زوايا المضلع لاستعادة الشكل الكلي للمضلع.
- مبرهنة المستوى الفائق للانفصال: لأي مضلعين محدبين لا يحتويان على نقاط مشتركة يوجد خط فاصل. إذا كانت المضلعات محدبة و واحد منها على الأقل compact، فإننا سنجد خطين فاصلين متوازيين (مع وجود فجوة بينهما ).
- خاصية المثلث المُقَيَّد: من جميع المثلثات التي يحتويها المضلع المحدب، يوجد مثلث له أكبر مساحة مُحتَوَى في المضلع المحدب و جميع رؤوسه هي رؤوس المضلع.[2]

## أمثلة على المضلعات المحدبة
- مربع
- مستطيل
- مثلث
- متوازي الأضلاع

## اقرأ أيضا
- مضلع مقعر
- انغلاق محدب
- شبه منحرف متساوي الساقين